# Albrecht IV Mądry
Albrecht IV Wittelsbach zwany Mądry (ur. 15 grudnia 1447 w Monachium, zm. 18 marca 1508 tamże) – książę Bawarii-Monachium w latach 1467–1508, książę Bawarii-Landshut 1503–1508.

## Życiorys
Syn księcia Bawarii-Monachium Albrechta III i księżniczki Anny z Brunszwiku-Grubenhagen-Einbeck (1420–1474). Po śmierci starszego brata Jana porzucił karierę duchownego, wrócił z Padwy do Monachium. Gdy jego dwaj młodsi bracia Krzysztof i Wolfgang zrezygnowali z rządów w księstwie, Albrecht został księciem Bawarii-Monachium. Dla swojego starszego brata Zygmunta stworzył księstwo Bawarii-Dachau. Zygmunt zmarł bezdzietnie w 1501 roku, a jego księstwo wróciło do Bawarii-Monachium.
Po bezpotomnej śmierci księcia Bawarii-Landshut Jerzego Alberta Wittelsbacha w 1503 roku wybuchła wojna o sukcesję Bawarii-Landshut. Stronami tego konfliktu były dwie gałęzie Wittelsbachów: Palatyn Reński Filip Wittelsbach w imieniu swoich wnuków Ottona Henryka i Filipa oraz Albrecht IV jako przedstawiciel Wittelsbachów Bawarskich. Spór rozstrzygnął cesarz Maksymilian I Habsburg w 1505 roku. Cesarz przyznał Ottonowi Henrykowi i Filipowi część terenów Bawarii-Landstuhl od linii Dunaju przez Frankonię do Górnego Palatynatu, ze stolicą w Neuburg an der Donau. Tereny te stały się Palatynatem-Neuburg, pozostała część Bawarii-Landstuhl została włączona do Bawarii.
Aby uniknąć w przyszłości konfliktów i podziału Bawarii wydał akt sukcesyjny przewidujący możliwość dziedziczenia kraju jedynie przez pierworodnego księcia.

## Potomstwo
3 stycznia 1487 w Innsbrucku poślubił arcyksiężniczkę austriacką Kunegundę Habsburg córkę cesarza Fryderyka III i Eleonory Aviz. Para miała ośmioro dzieci:
- Sidonia (1488-1505)
- Sibylla (1489-1519) – żona elektora Palatynatu Reńskiego Ludwika V
- Sabina (1492-1564) – żona księcia Ulryka Wirtemberskiego
- Wilhelm (1493-1550) – książę Bawarii
- Ludwik (1495-1545) – książę Bawarii
- Susanna (1499 – 1500)
- Ernest (1500-1560) – arcybiskup Salzburga
- Susanna (1502-1543) – od 1518 żona księcia Kazimierza Hohenzollerna, od 1529 żona elektora Palatynatu Reńskiego Ottona Henryka